# ادسون کاریوس
ادسون کاریوس (انگلیسی: Edson Cariús؛ زادهٔ ۱۲ اکتبر ۱۹۸۸) بازیکن فوتبال اهل برزیل است.